# Edmon Colomer
Edmon Colomer i Soler (Barcelona, 26 de septiembre de 1951) es un director de orquesta español. Estudió en el conservatorio de Barcelona con figuras como Xavier Montsalvatge y Antoni Ros-Marbà, y continuó su formación con Hans Swarowsky, George Hurst y Sergiu Celibidache. Es hijo del también director, Àngel Colomer.
Responsable de la puesta en marcha de la Joven Orquesta Nacional de España (JONDE), ha estado al frente de la Orquesta de Cadaqués (con la que dirigió la grabación del Concierto de Aranjuez con Paco de Lucía), la Orquesta de la Picardie (Francia), la Orquesta Sinfónica del Vallés (2002-2005) y la Orquesta Filarmónica de Málaga. De 1977 a 1980 también fue director del Orfeón de Sabadell.